# Melissa Etheridge
Melissa Lou Etheridge (1961. május 29., Leavenworth, Kansas) Oscar- és többszörös Grammy-díjas amerikai énekesnő, gitáros, aktivista. A heartland rock, roots rock, folk rock, blues rock country rock műfajokban játszik. Első nagylemeze 1988-ban jelent meg. Az album a Billboard 200-as listán a 22. helyre jutott, az albumról kimásolt Bring Me Some Water című dalt pedig Grammy-díjra jelölték. 1993-ban megnyerte a Grammy-díjat a harmadik lemezéről kimásolt "Ain't It Heavy" című dalért. Ebben az évben megjelent következő albumával fősodorbeli (mainstream) sikert ért el. A lemezről kimásolt I'm the Only One és Come to My Window című dalok mindketten bekerültek a Top 30-ba az Egyesült Államokban, utóbbival Etheridge megnyerte második Grammy-díját. Az album a tizenötödik helyet szerezte meg a Billboard 200-as listán, ahol 138 hétig maradt. Az album hatszoros platinalemez minősítést ért el.
Etheridge zenéje "pop alapú folk rock, "reszelős", "füstös" énekhanggal". 1993-ban bejelentette, hogy leszbikus, azóta meleg és leszbikus jogi aktivista. Tizenöt alkalommal jelölték Grammy-díjra, amelyből kettőt megnyert (1993-ban és 1995-ben). 2011 szeptemberében megkapta saját csillagát a Hollywoodi Hírességek Sétányán (Hollywood Walk of Fame).

## Élete
Etheridge Leavenworth-ben született Elizabeth és John Etheridge gyermekeként. John 1991 augusztusában elhunyt.
Etheridge tinédzserkorában helyi country együttesekben játszott, és 1979-ben érettségizett. 
Ezután a Berklee Zenei Főiskolára (Berklee College of Music) járt. Három szemeszter elvégzése után kilépett az iskolából és Los Angelesbe költözött, hogy zenei karrierrel próbálkozzon.
Etheridge-et egy pasadenai bárban fedezték fel. Egy női focicsapatban barátokra tett szert, akik eljöttek őt megnézni. Egyikük Karla Leopold volt, akinek férje, Bill Leopold zeneipari menedzser volt. Billnek tetszett az előadás, és Etheridge karrierjében jelentős szerepe keletkezett.  Ez, és a leszbikus bárokban koncertezés azzal járt, hogy az Island Records főnöke, Chris Blackwell felfedezte. Etheridge pedig aláírt egy szerződést filmzenék írására.
Első nagylemeze mindössze négy nap alatt készült el. A lemez sikernek számított underground körökben, a Bring Me Some Water című dalt rádióban is játszották, illetve Grammy-díjra is jelölték.
Az album kiadása idején még nem volt általánosságban ismert, hogy Etheridge leszbikus.
Második nagylemeze 1989-ben jelent meg. Ezzel az albummal hű rajongótábort szerzett magának.
Azóta még 13 nagylemezt adott ki.

## Magánélete
1993 januárjában jelentette be, hogy leszbikus. Továbbá környezetvedő is, 2006-ban biodízel üzemanyaggal turnézott az Egyesült Államokban és Kanadában.
Etheridge-nek hosszú távú kapcsolata volt Julie Cypherrel, amely a The Advocate nevű LMBT magazin figyelmét is felkeltette, és a lap főszerkesztője, Judy Wieder, interjút készített Etheridge-dzsel. A kapcsolat alatt két gyermeknek adott életet, Bailey Jean-nek és Beckettnek. 2000. szeptember 19-én bejelentették, hogy elválnak.
2002-ben  Tammy Lynn Michaels színésznővel kezdett járni. 2003. szeptember 20-án volt az esketési ceremóniájuk. 2006. október 17-én Michaels ikreknek adott életet, Johnnie Rose-nak és Miller Steven-nek. 2004 októberében mellrákkal diagnosztizálták. Műtéten és kemoterápián esett át.
2008 októberében Etheridge bejelentette, hogy ő és Michaels tervezik a házasságot, de "még próbálják megtalálni a megfelelő időpontot". 2008 novemberében Kalifornia kormánya betiltotta az azonos nemű emberek házasságát, tiltakozásképpen Etheridge nem fizette az adóit.
2010. április 15-én Etheridge és Michaels bejelentették, hogy elválnak. 2012 májusában bejelentették, hogy a két évig tartó gyermektartási harcukat rendezték.
Egy 2013-as interjúban bejelentette, hogy feleségül veszi partnerét, Linda Wallem színésznőt. 2014. május 31-én házasodtak össze a kaliforniai Montecitóban.
2019-ben a lánya, Bailey Cypher, leérettségizett a Columbia Egyetemen.
2020. május 13-án Etheridge bejelentette a Twitterén, hogy fia, Beckett 21 éves korában elhunyt, ópium függőség miatt.
Egy 2016-os New York Times cikkből kiderült, hogy hallókészüléket használ.
2014-ben megjelentette saját videojátékát.

## Diszkográfia
- Melissa Etheridge (1988)
- Brave and Crazy (1989)
- Never Enough (1992)
- Yes I Am (1993)
- Your Little Secret (1995)
- Breakdown (1999)
- Skin (2001)
- Lucky (2004)
- Greatest Hits: The Road Less Traveled (válogatáslemez, 2005)
- The Awakening (2007)
- A New Thought for Christmas (2008)
- Fearless Love (2010)
- 4th Street Feeling (2012)
- This Is M.E. (2014)
- MEmphis Rock and Soul (2016)[45]
- The Medicine Show (2019)
- One Way Out (2021)